# Верхняя Силезия
Ве́рхняя Силе́зия (чеш. Horní Slezsko, нем. Oberschlesien, пол. Górny Śląsk, сил. Gōrny Ślōnsk, сил.-нем. Oberschläsing) — исторический и географический регион на юго-востоке Силезии.

## История
Начиная с IX века территория Верхней Силезии поочерёдно входила в состав Великой Моравии, герцогства Богемия, с 990 года — часть государств династии Пястов: Гнезенского государства, Королевства Польского, Княжества Силезии, которое в результате феодального разделения распалось на несколько независимых княжеств. При последующих поколениях дробление силезских феодальных владений продолжалось.
В начале XIV века большинство силезских княжеств стало вассалами Богемской короны — земель богемской короны и Священной Римской империи, а с 1526 года — в состав Габсбургской монархии.
В 1742 году бо́льшая часть Верхней Силезии была аннексирована Королевством Пруссия, а в 1871 году в рамках провинции Силезия она вошла в состав Германской империи. Восточная Верхняя Силезия принадлежала Польше с 1920 (Автономное Силезское воеводство).
С 1945 года — в составе Польской Народной Республики.